# Mordellistena yumae
Mordellistena yumae là một loài bọ cánh cứng trong họ Mordellidae. Loài này được Ray miêu tả khoa học năm 1946.